# 索納 (索納區)
索納（西班牙語：Soná），是巴拿馬的城鎮，位於該國中西部，由貝拉瓜斯省的索納區負責管轄，面積70.1平方公里，2010年人口10,802，人口密度為每平方公里154.1人。